# مارك بوتشي
مارك بوتشي (بالإنجليزية: Mark Bucci)‏ هو ملحن وكاتب أغاني وشاعر أمريكي، ولد في 26 فبراير 1924، وتوفي في 22 أغسطس 2002.

## وصلات خارجية
- مارك بوتشي على موقع IMDb (الإنجليزية)
- مارك بوتشي على موقع قاعدة بيانات برودواي على الإنترنت (الإنجليزية)